# Idioma ǂhua
El ǂhua, también llamado |hua-owani o ‡hoa o ǂ’amkoe, es una lengua joisana del norte hablada en Botsuana. El ǂhua occidental, el taa y el güikue forman el núcleo del sprachbund del Kalahari, y comparten cierto número de características, que incluye algunos de los mayores inventarios consonánticos del mundo. El ǂhua fue convincentemente mostrado estar relacionado con las lenguas kung por Honken y Heine (2010).

## Dialectos
El ǂhua es hablado en tres áreas del sudeste de Botsuana, que corresponde a tres dialectos. Estudios recientes encontraron las siguientes ubicaciones:
- Nǃaqriaxe es hablado en el oeste del distrito de Kweneng, en los pueblos de Motokwe, Khekhenye, Tswane y Dutlwe.
- ǂHoan es hablado en el este de Kweneng, en los pueblos de Salajwe, Mathibatsela y Shorilatholo.
- Sasi es hablado más al este, entre Kweneng y la frontera con Sudáfrica, en los pueblos de Dibete, Poloka y unas pocas aldeas cercanas que no se encuentran en mapas.

## Fonología
Esta lengua presenta clics bilabiales, que solos se encuentran en solo dos lenguas vivas más. Ha estado en contacto directo con el güikue y previamente con el taa, y algunos de los sonidos del ǂhua parecen haber sido tomados del güikue. Por otro lado, el estado moribundo de la lengua es evidente en su fonología, y los sonidos que no se encuentra en el güikue parecen haberse perdidos por muchos de los hablantes restantes.

## Gramática
Es una lengua de tipo sujeto verbo objeto (SVO). El orden SVO es también típico en las lenguas kx'a y tuu. El ǂhua tiene posposiciones nominales usados para relaciones de locación y el poseedor precede al núcleo nominal.
Su gramática es caracterizada por un número de características comunes con las lenguas kx'a y tuu. Primero, hay un sistema intrincado de pluralidad nominal y número verbal. Segundo, hay un sistema de composiciones verbales. Tercero, hay una preposición de propósito general que aparece entre los componentes post-verbales.

## Estatus actual
El ǂhua es un idioma amenazado y en grave peligro de extinción. Solo hay unas pocas docenas de hablantes, la mayoría nacidos antes de 1960 y muchos de ellos ya no hablan el idioma con fluidez. La lengua materna de las generaciones más jóvenes, e incluso de varios mayores, aquellos hablantes nativos que ya no hablan ǂhua bien, específicamente el dialecto nǃaqriaxe, es el güikue, una lengua kxoe; en el caso de quienes hablaban el dialecto ǂhoan es el kgalagadi, una lengua bantú que funciona como lengua franca local; y en el caso del sasi, el setsuana.